# Bonaveria
Bonaveria é um género de planta com flor pertencente à família Fabaceae. 
A autoridade científica da espécie é Scop., tendo sido publicada em Introductio ad Historiam Naturalem 310. 1777.
O sistema de classificação filogenético Angiosperm Phylogeny Website indica este género como sinónimo de Coronilla L.

## Espécies
Segundo a base de dados The Plant List tem 1 espécie descrita e aceite:
- Bonaveria securidaca Desv.